# Conscience et liberté

Conscience et liberté est une revue sur la défense de la liberté religieuse, fondée en 1948 par Jean Nussbaum, un médecin français d'origine suisse, qui publia trois numéros de 1948 à 1950.  La liberté religieuse est un des droits de l'homme (article 18).
En 1966, le français Pierre Lanarès, un docteur en droit, succéda à Nussbaum comme secrétaire général de l'Association Internationale pour la Défense de la Liberté Religieuse (AIDLR). Il relança en 1971 la parution régulière de Conscience et liberté. Ce magazine contient des articles académiques complets et très documentés, écrits par une variété de chercheurs, historiens, juristes, sociologues, experts des droits de l'homme et de la liberté religieuse, de toutes confessions et convictions. Il est publié en français, allemand, anglais, espagnol, portugais, italien, croate et serbe. Il est indexé dans de nombreuses universités à travers le monde. En 2002, Conscience et liberté est devenu une revue annuelle, étant semestrielle auparavant.